# Wiesław Maniak
Wiesław Jan Maniak, född 22 maj 1938 i Lwów, Polen död den 28 maj 1982 i Kurchatov i Kursk oblast, Ryska SFSR, Sovjetunionen, var en polsk friidrottare.
Maniak blev olympisk silvermedaljör på 4 x 100 meter vid sommarspelen 1964 i Tokyo.
Maniak dog 1982 medan han arbetade på byggandet av ett kraftverk i Sovjetunionen.